# Нижня Дубрава
Нижня Дубрава (хорв. Donja Dubrava хорватська вимова: [dôːɲaː dǔbraʋa]) — міська самоврядна одиниця Загреба, столиці Хорватії. 

## Загальний огляд
Міський район (хорв. gradska četvrt) Нижня Дубрава засновано 14 грудня 1999 згідно зі Статутом міста Загреба відповідно до самоорганізації міста Загреба. Район створено шляхом реорганізації (поділу) тодішнього міського району Дубрава. Він має виборну раду та ділиться на 8 дрібніших самоврядних адміністративних одиниць – місцевих комітетів. 
За даними перепису 2011, район налічував 36 363 жителі.